# Бжезіни (Каліський повіт)
Бжезіни (пол. Brzeziny) — село в Польщі, у гміні Бжезіни Каліського повіту Великопольського воєводства.
Населення — 1167 осіб (2011).
У 1975-1998 роках село належало до Каліського воєводства.

## Демографія
Демографічна структура станом на 31 березня 2011 року:
|          | Загалом | Допрацездатний вік | Працездатний вік | Постпрацездатний вік |
| -------- | ------- | ------------------ | ---------------- | -------------------- |
| Чоловіки | 554     | 120                | 390              | 44                   |
| Жінки    | 613     | 120                | 391              | 102                  |
| Разом    | 1167    | 240                | 781              | 146                  |